# Elecciones generales de Gibraltar de 1976
Elecciones generales tuvieron lugar en Gibraltar en 1976. El resultado fue una victoria para la Asociación para el Avance de los Derechos Civiles, la cual obtuvo ocho de quince escaños en la Asamblea.

## Sistema electoral
El sistema electoral de la Asamblea permitía que cada votante votara hasta por un máximo de ocho candidatos.

## Resultados
| Partido                                           | Votos | % | Escaños | +/–   |
| ------------------------------------------------- | ----- | - | ------- | ----- |
| Asociación para el Avance de los Derechos Civiles |       |   | 8       | 0     |
| Movimiento Democrático de Gibraltar               |       |   | 4       | Nuevo |
| Partido de la Mancomunidad                        |       |   | 0       | Nuevo |
| Independientes                                    |       |   | 3       | Nuevo |
| Total                                             |       |   | 15      | 0     |
| Fuente: McHale                                    |       |   |         |       |